# Rosapha bimaculata
Rosapha bimaculata är en tvåvingeart som beskrevs av Wulp 1904. Rosapha bimaculata ingår i släktet Rosapha och familjen vapenflugor. Inga underarter finns listade i Catalogue of Life.